# Годьяско
Годьяско-Саличе-Терме (итал. Godiasco Salice Terme) — коммуна в Италии, находится в регионе Ломбардия, подчиняется административному центру Павия. До объединения с Саличе-Терме в 2012 году называлась просто Годьяско.
Население составляет 2806 человек, плотность населения составляет 140 чел./км². Занимает площадь 20,6 км². Почтовый индекс — 27052. Телефонный код — 0382.
Покровителями коммуны почитаются святые Сир и Репарата, празднование в Духов день.